# Dezső Tichovszky
Dezső Tichovszky, soprannominato in Italia Tioschi, (... – Budapest, gennaio 1926) è stato un calciatore ungherese, di ruolo attaccante.

## Carriera
Giocò nel campionato ungherese con la maglia del Budapesti Torna Club nelle stagioni 1920-1921, 1921-1922, 1922-1923 e 1923-1924 totalizzando 55 presenze e 12 reti. Nell'estate 1924 Donati, il presidente del Modena, si era recato in uno dei suoi viaggi di lavoro in Ungheria, e, dopo aver assistito a una sua partita, aveva deciso di ingaggiarlo insieme a Robert Winkler, offrendo loro uno stipendio di 1000 lire al mese. Nella prima metà della stagione 1924-1925 Tichovszky, il cui nome fu italianizzato dalla stampa in Tioschi, segnò sei reti in nove partite, trascinando il Modena in vetta alla classifica. Tuttavia, al termine della partita Modena-Brescia 2-0 del 21 dicembre 1924, Tichovszky accusò un malore negli spogliatoi (i primi sintomi della tubercolosi), e, persistendo la forte febbre e gli altri sintomi debilitanti, manifestò l'intenzione di tornare in Ungheria per le cure. Il Modena gli concesse il permesso di tornare a Budapest. Nel marzo del 1925, sul quotidiano sportivo Nemzeti Sport, apparve un articolo in cui Tichovszky informava il Modena sulle sue condizioni di salute, che parevano in via di miglioramento e che presto avrebbe potuto di nuovo scendere in campo. Tant'è che il quotidiano Magyar Jövő, nella stessa giornata, riportava un trafiletto in cui informava che diversi calciatori del BTC, tra cui Tichovszky, avevano ottenuto dalla federazione italiana il permesso di tesseramento dopo un lungo contenzioso. Nonostante le amorevoli cure, Tichovszky morì di tisi nel gennaio 1926.

## Presenze e reti nei club
| Stagione            | Squadra             | Campionato          | Campionato | Campionato | Coppe nazionali | Coppe nazionali | Coppe nazionali | Totale | Totale |
| Stagione            | Squadra             | Comp                | Pres       | Reti       | Comp            | Pres            | Reti            | Pres   | Reti   |
| ------------------- | ------------------- | ------------------- | ---------- | ---------- | --------------- | --------------- | --------------- | ------ | ------ |
| 1920-1921           | Budapesti TC        | NB                  | 5          | 2          | -               | -               | -               | 5      | 2      |
| 1921-1922           | Budapesti TC        | NB                  | 16         | 2          | -               | -               | -               | 16     | 2      |
| 1922-1923           | Budapesti TC        | NB                  | 18         | 5          | -               | -               | -               | 16     | 2      |
| 1923-1924           | Budapesti TC        | NB                  | 16         | 3          | -               | -               | -               | 16     | 2      |
| Totale Budapesti TC | Totale Budapesti TC | Totale Budapesti TC | 55         | 12         | -               | -               | -               | 55     | 12     |
| 1924-1925           | Modena              | PD                  | 9          | 6          |                 |                 |                 | 9      | 6      |